# Vol'nica
Vol'nica (Вольница) è un film del 1956 diretto da Grigorij L'vovič Rošal'.